# August Stielenhofer
August Stielenhofer ist ein ehemaliger deutscher Fußballspieler, der für den FC Bayern München aktiv war.

## Karriere
Stielenhofer gehörte als Abwehrspieler von 1945 bis 1947 dem FC Bayern München an, für den er in der Oberliga Süd, der seinerzeit höchsten deutschen Spielklasse, vier Punktspiele bestritt. In beiden Spielzeiten bestritt er jeweils zwei Punktspiele, wobei er sein letztes am 8. Dezember 1946 (11. Spieltag) bei der 1:2-Niederlage im Auswärtsspiel gegen den Karlsruher FV absolvierte.